# 汉语盘点2019
汉语盘点2019是由中华人民共和国国家语言资源监测与研究中心、商务印书馆、人民网和腾讯公司联合主办的活动。活动于11月20日开始启动，12月20日结束。

## 评选流程
11月20日至12月3日，中国网友可以通过人民网、微信、微博等渠道推荐字词。
12月4日至8日，各组排名前5位字、词会邀请专家来进行解读。
12月9日至19日，启动年度字词的网络投票。
12月20日，最终发布年度字词。

## 活动结果

### 2019年度国内字、词
稳、我和我的祖国

### 2019年度国际字、词
难、贸易摩擦

### 2019年度十大流行语
我和我的祖国、金色十年、学习强国、中美经贸磋商、最美奋斗者、硬核、垃圾分类、先行示范区、基层减负年、我太南了。

### 2019年度十大新词语
夜经济、5G元年、极限施压、止暴制乱、接诉即办、夸夸群、基层减负年、冰墩墩/雪容融、杀猪盘、乡字号/土字号。

### 2019年度十大网络用语
不忘初心；道路千万条，安全第一条；柠檬精；好嗨哟；是个狼人；雨女无瓜；硬核；996；14亿护旗手；断舍离。